# أوكتافيو دياز
أوكتافيو دياز (بالإسبانية: Octavio Díaz) هو لاعب كرة قدم أرجنتيني، ولد في 7 أكتوبر 1900 في الأرجنتين، وتوفي في 11 نوفمبر 1973. شارك مع منتخب الأرجنتين لكرة القدم. أما مع النوادي، فقد لعب مع أتلتيكو أتلانتا وبوكا جونيورز وروزاريو سنترال.

## وصلات خارجية
- أوكتافيو دياز على موقع قاعدة بيانات كرة القدم.إي يو (الإنجليزية)
- أوكتافيو دياز على موقع عالم كرة القدم.نت (الإنجليزية)
- أوكتافيو دياز على موقع أوليمبيديا (الإنجليزية)